# La Creueta (Maresme)
La Creueta – miejscowość w Hiszpanii, w Katalonii, w prowincji Barcelona, w comarce Maresme, w gminie Arenys de Munt.
Według danych INE w 2020 roku liczyła 306 mieszkańców – 158 mężczyzn i 148 kobiet. 